# Tàngara blau-i-negra
La tàngara blau-i-negra (Tangara vassorii) és un ocell de la família dels tràupid (Thraupidae).

## Hàbitat i distribució
Habita la selva pluvial i vegetació secundària dels Andes de Colòmbia i nord-oest de Veneçuela, cap al sud, a través de l'oest i est de l'Equador fins al nord-oest del Perú. Centre i sud-est del Perú i centre de Bolívia.

## Taxonomia
Alguns autors consideren que la població des del nord de Perú al centre de Bolívia és en realitat una espècie de ple dret:
- Tangara atrocoerulea - tàngara ventretacada.[3]